# Murano

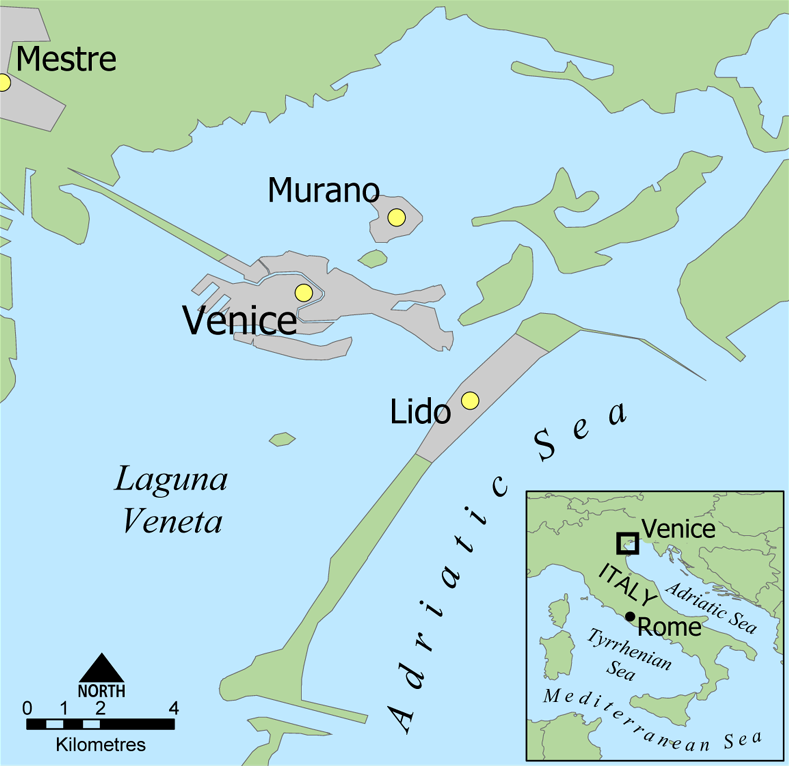
Karta med Murano och det egentliga Venedig markerade.

Murano är en del av staden Venedig, och utgörs av en ö som ligger 1,5 km norr om denna i Venediglagunen. Den har omkring 5 500 invånare.
Murano var fram till 1923 en egen stad för att därefter inlemmas i Venedig. Framför allt är Murano känt för sin glaskonst; på grund av brandrisk fick inte glasblåsarna längre verka i Venedig från år 1291, och då förlades verksamheten på Murano. Glasbruk är fortfarande en viktig näring. Bortsett från glasskulpturer tillverkas bland annat mosaik, glaspärlor och lampor.
I staden finns den korsformiga basilikan Santa Maria e Donato från 1100-talet som är berömt för sin mosaik. Glasmuseet Museo Vetrario är vida berömt.

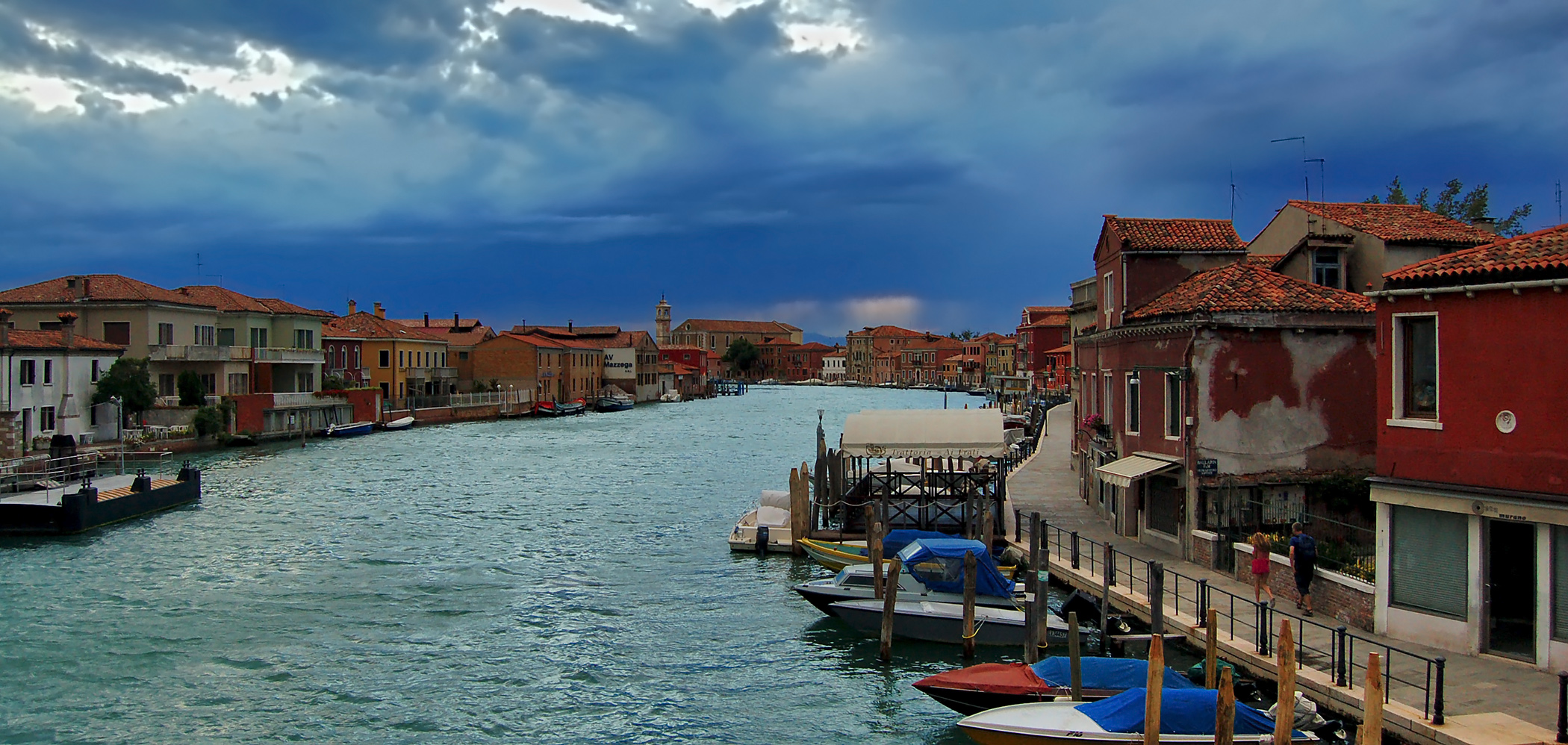
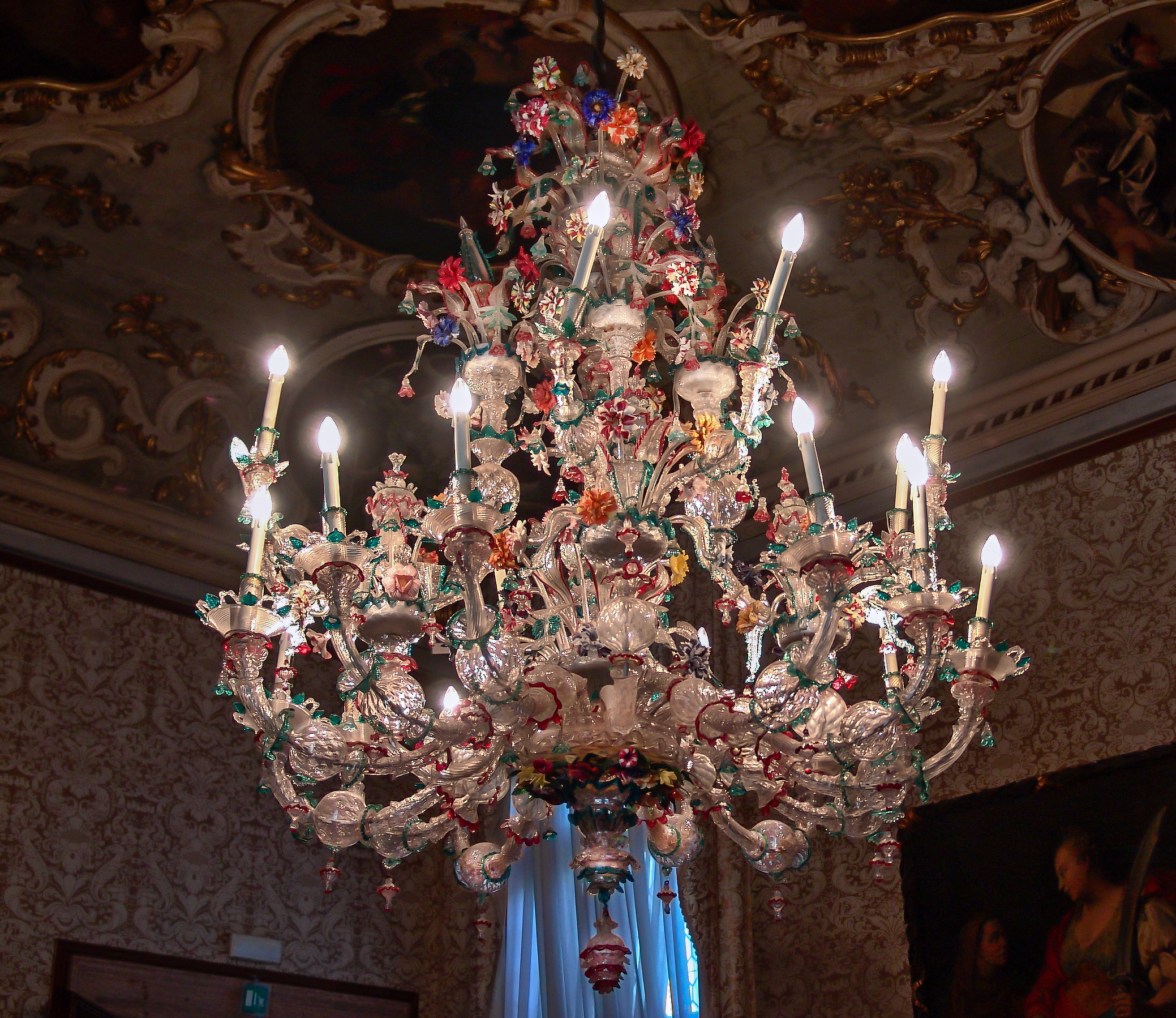
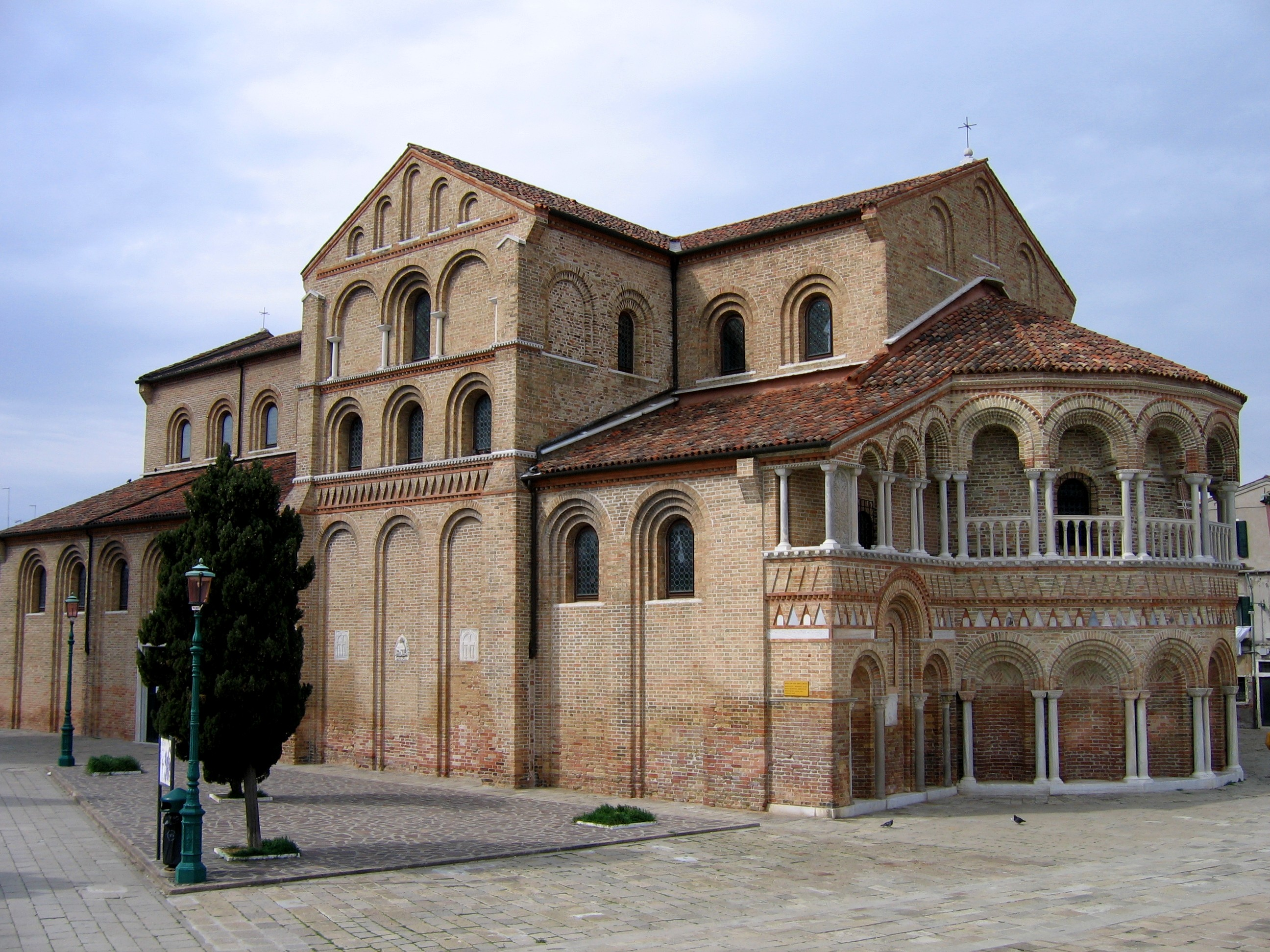
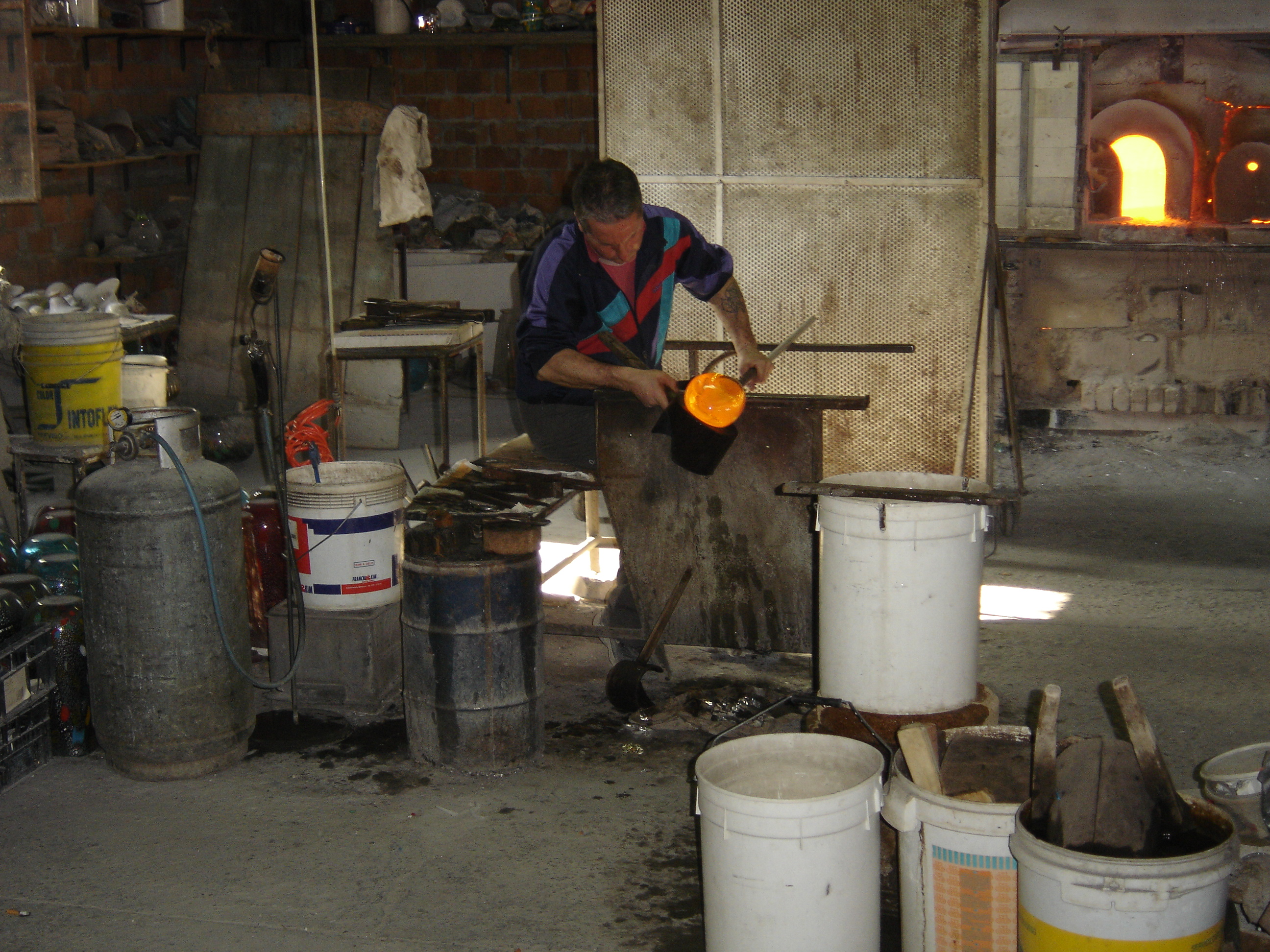
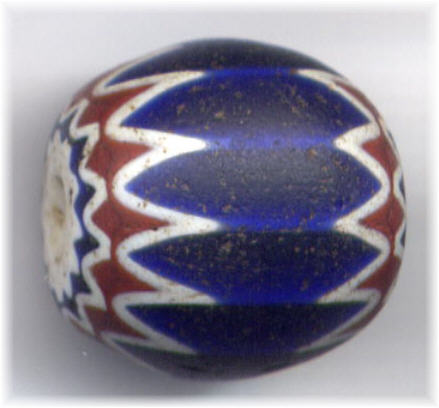